# Sylt
Sylt (Deens: Sild, Noord-Fries: Söl) is na Rømø het grootste Noord-Friese wadden(schier)eiland. Het ligt in het noorden van de Waddenzee, vlak bij de Deense grens. Sylt hoort bij de Kreis Noord-Friesland in de Duitse deelstaat Sleeswijk-Holstein. In de loop van de eeuwen is het eiland door erosie doorlopend in afmeting afgenomen. Dit proces is hier, net als op de meeste andere waddeneilanden, nog steeds gaande hoewel dit door het aanleggen van dijken afgeremd is. Toch wordt bijvoorbeeld het Rote Kliff bij het dorp Kampen ieder jaar ongeveer een meter kleiner.

## Algemene gegevens
- 99 km² groot
- 35 kilometer lang
- maximaal 13 kilometer breed
- hoogste punt: 52 meter boven de zeespiegel bij Geest
- 20.858 inwoners (2010)

## Naam
Over de herkomst van naam van het eiland bestaan verschillende theorieën.
Eén theorie verwijst naar het Deense woord voor haring: "Silt". Haringvangst was al in de middeleeuwen een belangrijke activiteit van de Sylter vissers. En de haring komt al minstens vanaf 1668 voor in het wapen van het eiland.
Een andere verklaring luidt dat de naam uit het Angelsaksische taalgebied stamt en verwant is aan het woord voor drempel (Engels: sill), met de betekenis "landdrempel".  Vanuit Angelsaksisch oogpunt was de Noord-Friese kust bij Sylt de eerste landdrempel op het Europese vasteland voor zeevarenden die naar het oosten voeren.

## Bevolking
Sylt vormt het noordelijkste deel van het Friese woongebied. De bevolking is tijdens de eerste Noord-Friese kolonisatiegolf in de 8e en 9e eeuw uit (waarschijnlijk Oost-)Friesland gekomen. In de 20e eeuw heeft het toerisme het aanzien van het eiland sterk veranderd. Toerisme en tweedehuizenbezit hebben de onroerendgoedprijzen op Sylt sterk opgedreven, waardoor veel Friese huishoudens werden gedwongen op de vaste wal goedkopere huisvesting te zoeken. Met 21.000 inwoners heeft Sylt de meeste inwoners van alle waddeneilanden, van wie de meeste nieuwe bewoners Duitsers zijn.

## Taal
De taal met de langste traditie op Sylt is het Noord-Fries. De dialecten van Sylt, Föhr (Feer), Amrum (Oomram) en Helgoland vormen met elkaar een aparte dialectgroep in Noord-Friesland, die afwijkt van het Noord-Fries van het vasteland. Het Söl'ring, zoals het Sylter Fries wordt genoemd, onderscheidt zich van de andere Noord-Friese dialecten door het grote aantal Deense leenwoorden. Er zijn nog enkele honderden sprekers van het Sylter Fries, die echter voor een groot deel op de vaste wal wonen. Rond Westerland wordt in veel gezinnen Nedersaksisch gesproken. In het noorden en zuiden van het waddeneiland wordt vrijwel alleen het Hoogduits gebruikt. Ook het Deens, vanouds het Jutlandse dialect, heeft er een aantal sprekers.

## Transport
Sylt is via de Hindenburgdamm met de vaste wal verbonden en is daarmee sedert 1927 geen eiland meer. Over de dam ligt een spoorweg. Wegvoertuigen kunnen vanaf Niebüll op de trein meerijden (Sylt Shuttle). Inzittenden kunnen in de auto blijven. Er ligt een pad ten zuiden van de spoorweg voor onderhoud, maar gebruik daarvan, ook voor fietsers en voetgangers, is  verboden.
Vanaf luchthaven Sylt zijn vluchten van en naar het vasteland, Italië, Oostenrijk, het Verenigd Koninkrijk en Zwitserland.
Tevens kan men met de Syltexpress vanaf het Deense eiland Rømø in ongeveer 40 minuten naar de haven van List op Sylt reizen.

## Geschiedenis

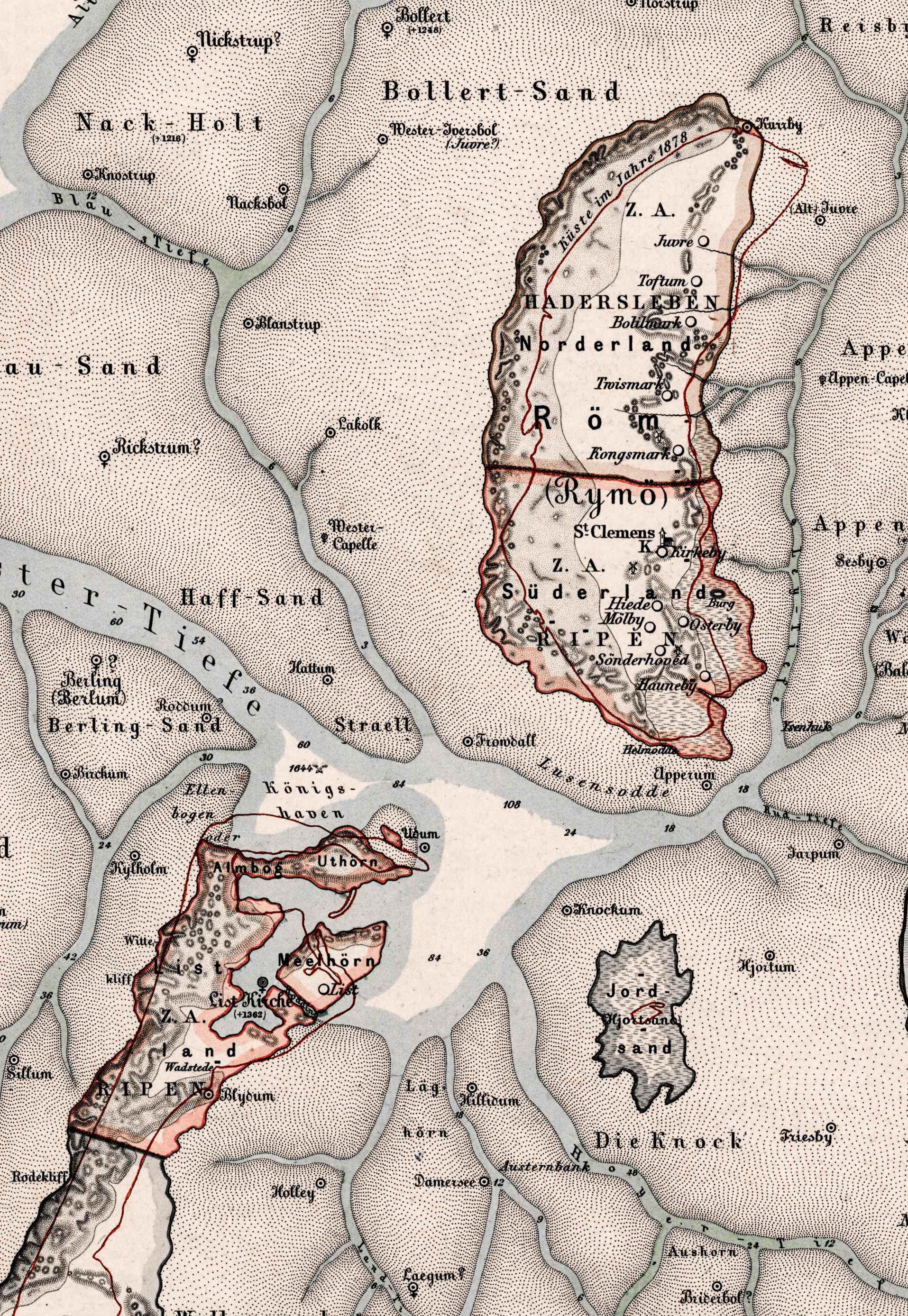
Staatkundige situatie Rømø en Noord-Sylt vóór 1864
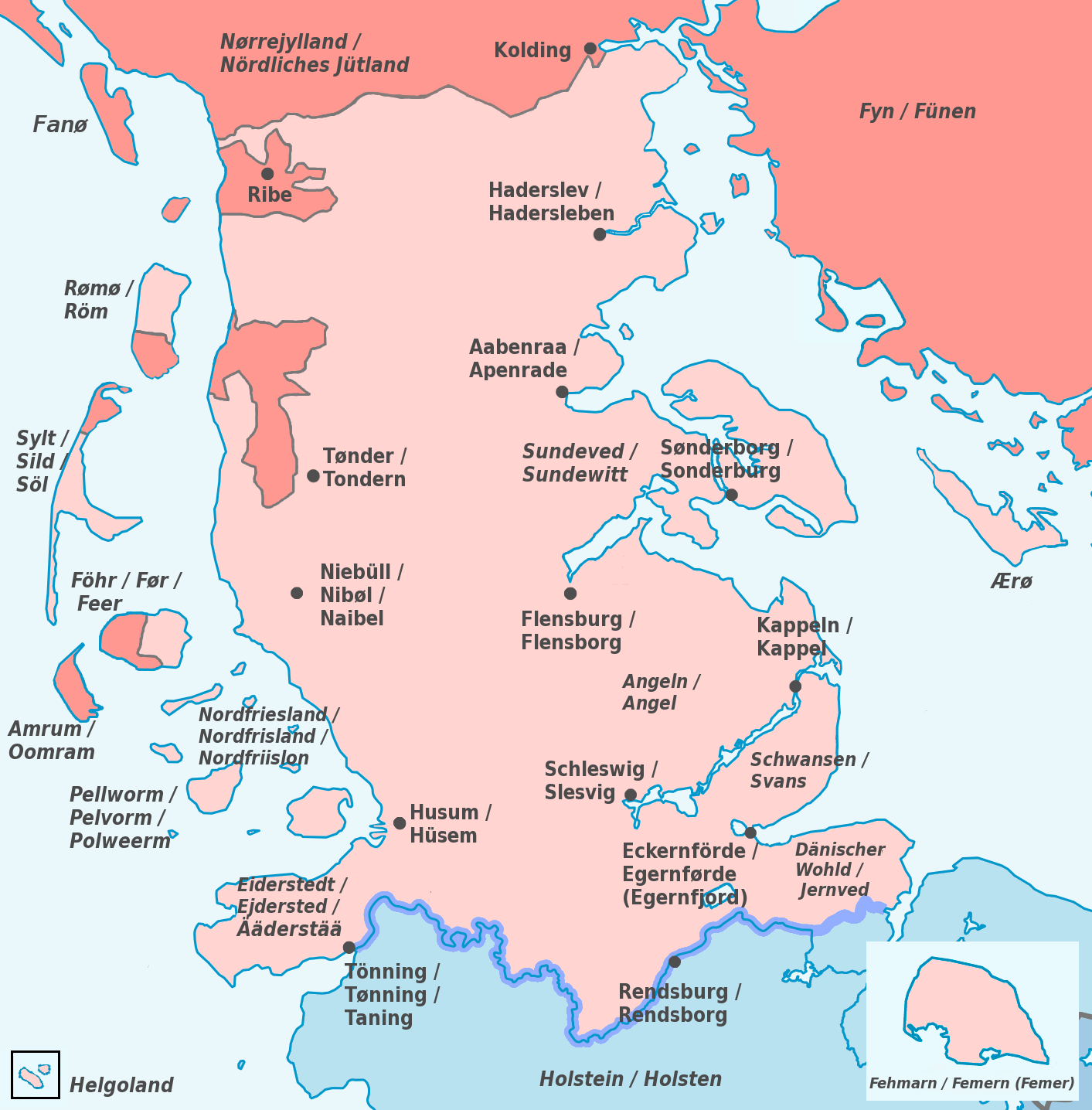
Het Hertogdom Sleeswijk in het midden van de 19e eeuw, na de Eerste Duits-Deense Oorlog vanaf 1851 in personele unie met het Koninkrijk Denemarken. Rood: Deense koninklijke enclaves.

- Eeuwen geleden was Sylt deel van het vasteland van Jutland, het tegenwoordige Denemarken en Sleeswijk-Holstein.
- In de 8e of 9e eeuw werd het gekoloniseerd door de Friezen, waarschijnlijk uit Oost-Friesland.
- In 1386 werd Sylt verdeeld onder de hertog van Sleeswijk en het koninkrijk Denemarken.
- In 1435 werd Sylt, met uitzondering van List en omgeving (dat een Deense koninklijke enclave was), een deel van het hertogdom Sleeswijk.
- In de 17e en 18e eeuw zorgden walvisvangst en oestervangst voor welvaart. Het volksfeest Biikebrennen, dat wordt gevierd op 21 februari, zou daar nog aan herinneren.
- Rijke kapiteins bouwden in de 19e eeuw kenmerkende huizen in Keitum, toen de hoofdplaats op het eiland.
- In het midden van de 19e eeuw begon het toerisme op gang te komen en werd Keitum de belangrijkste plaats.
- In de Eerste Wereldoorlog werd Sylt bezet door een (Duits) infanterieregiment maar er vonden geen krijgshandelingen plaats.
- In 1927 werd de Hindenburgdamm geopend. Deze 11 km lange dam, genoemd naar president Paul von Hindenburg, verbindt het eiland met het vasteland door middel van een spoorlijn (geen weg). Auto's worden met autotransporttreinen naar het eiland vervoerd.
- In 1938 werd het Rantumer Becken ingedijkt.
- In de Tweede Wereldoorlog werden vele bunkers op het eiland aangelegd. Er werden 10.000 manschappen van het Duitse leger gestationeerd. In de laatste oorlogsdagen werd het eiland door de geallieerden bezet via de Hindenburgdamm. De Duitsers gaven zich zonder gevecht over.

## Plaatsen

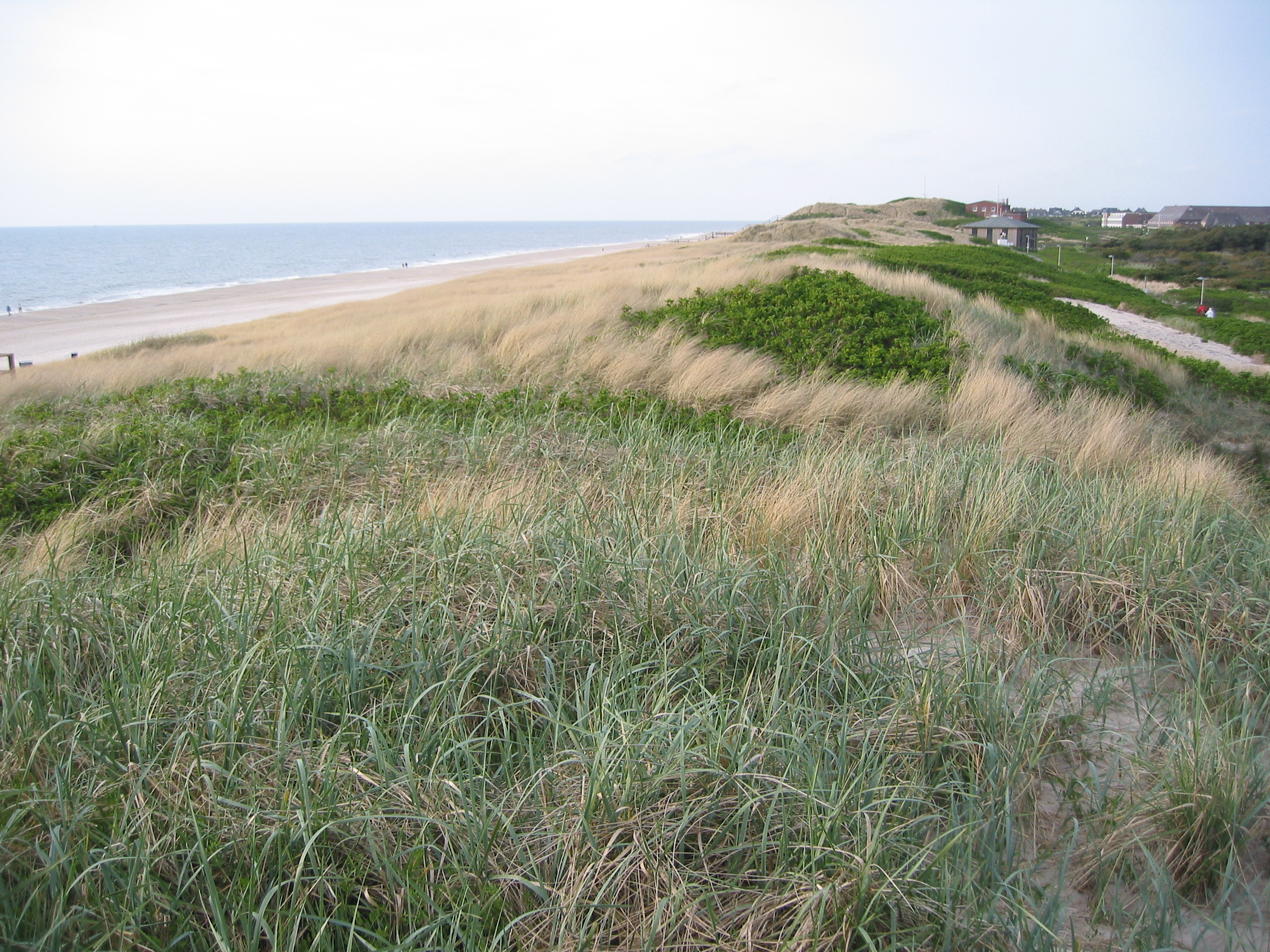
Sylt

- List - Heeft ongeveer 2500 inwoners. De Ellenbogen is het noordelijkste punt van Duitsland.
- Kampen - is bekend vanwege het Rote Kliff.
- Hörnum - is het zuidelijkste dorp van Sylt.
- Rantum - in 1936 werd het Rantumer Becken door middel van een 5 km lange dijk van de waddenzee afgesloten om zodoende een vliegveld te kunnen maken. Later bleek het hiervoor ongeschikt en werd het gebruikt als afwatering voor Westerland. Sinds 1962 is het een beschermd natuurgebied met meer dan vijftig vogelsoorten.
- Wenningstedt - vlakbij ligt het Weißes Kliff en het prehistorische steengraf Denghoog, een toegankelijk familiegraf uit het derde millennium voor Christus dat bedekt is door een heuvel en gemaakt is van grote platte stenen.
- Braderup - De Braderuper Heide werd begin 20e eeuw een beschermd natuurgebied.
- Westerland - Nadat tijdens de Allerheiligenvloed van 1 november 1436 het dorp Eidum volledig werd verwoest stichtten de overlevenden het dorp Westerland (Fries: Weesterlön). Dit nieuwe dorp wordt in 1462 voor het eerst in oorkonden genoemd. In 1905 krijgt het stadsrechten en in 1949 wordt het erkend als Heilbad. Op 1 januari 2000 had het ongeveer 9200 inwoners. Hier ligt tevens het vliegveld.
- Sylt-Ost - Grootste gemeenschap op het schiereiland Nösse met ongeveer 5500 inwoners (2003). Het bevat de buurtschappen Tinnum, Munkmarsch, Archsum en Morsum met Keitum als bestuurlijk centrum.
- Tinnum - De Tinnumburg is een cirkelvormige wal met een doorsnee van 120 meter en een hoogte van 8 meter. Het werd rond de eerste eeuw voor Christus gebouwd, vermoedelijk als heidense plaats van verering. In het dorp bevindt zich het woonhuis van de Sylter landvoogden, gebouwd in 1649.
- Keitum - Bij de St. Severin-kerk, gebouwd rond 1200, werd in 1450 een tweede toren gebouwd die dienstdeed als merkteken voor zeevaarders en als gevangenis. Vlakbij is het Grünes Kliff.
- Munkmarsch
- Archsum
- Morsum - De St. Martin-kerk is gebouwd rond 1200. Aan de Morsum-Kliff (ook wel Buntes Kliff genoemd, 21 meter hoog en 1800 meter lang) kan de geologische geschiedenis van de regio gedurende de laatste vijf miljoen jaar worden afgelezen. Sinds 1923 is het een beschermd natuurgebied.

## In de schilderkunst
Onder de eerste schilders die Sylt ontdekten als een thema waren Eugen Dücker en Eugen Bracht. Franz Korwan volgde hen.
De schilder Andreas Dirks werd geboren in 1865 in Tinnum op Sylt. Hij studeerde aan de kunstacademie van Düsseldorf en in Weimar, woonde sinds 1895 in Düsseldorf, aanvaardde daar in 1916 een hoogleraarschap en had tegelijkertijd een atelier in Westerland.
De kunsthistoricus Ulrich Schulte-Wülwer omschreef hem als “... het sterkste artistieke talent dat het eiland heeft voortgebracht”. Carl Arp kwam in 1903 naar Sylt.
Schilders als Emil Nolde, Erich Heckel, Anita Rée en Albert Aereboe verhuisden naar Sylt. Tot de hedendaagse kunstenaars behoren de schilders en beeldhouwers Rainer Fetting en Ingo Kühl die in Berlijn en op Sylt wonen.

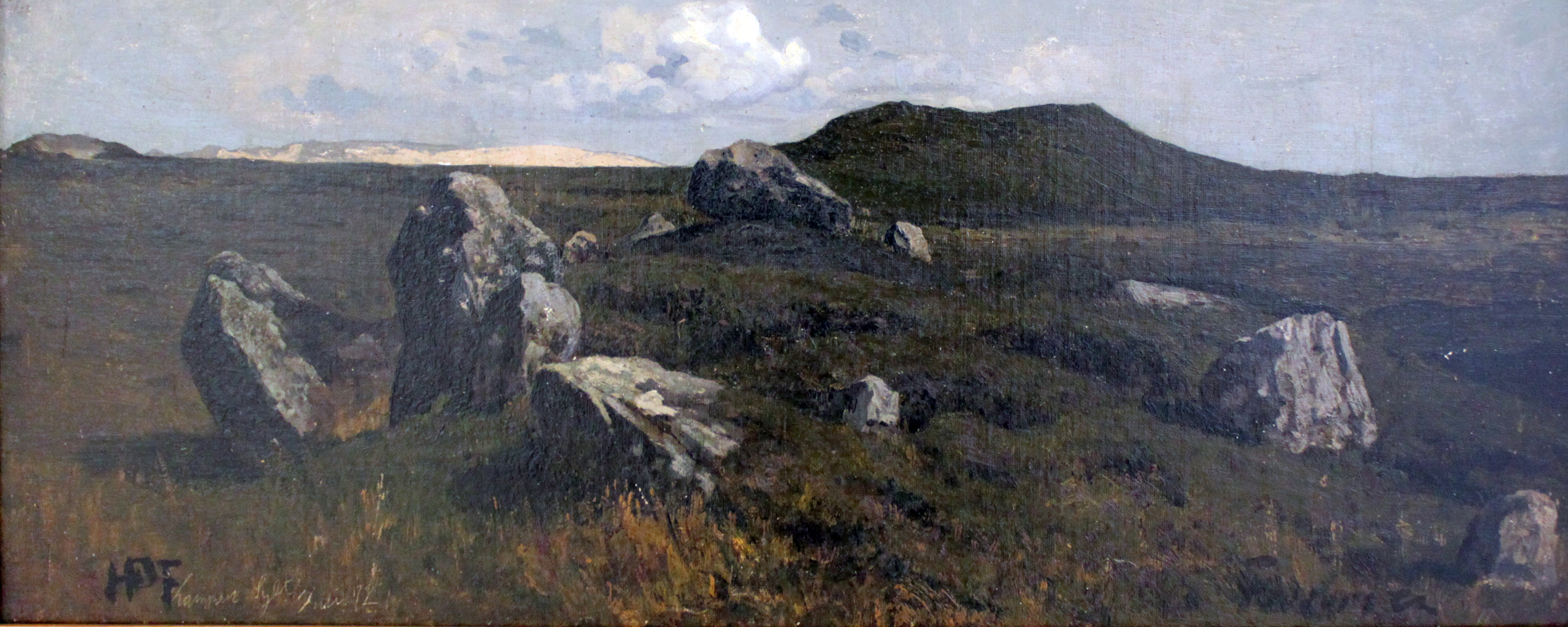
Hans Peter Feddersen Hünengräber auf Sylt, 1872, Olieverf op canvas, Kunsthalle zu Kiel
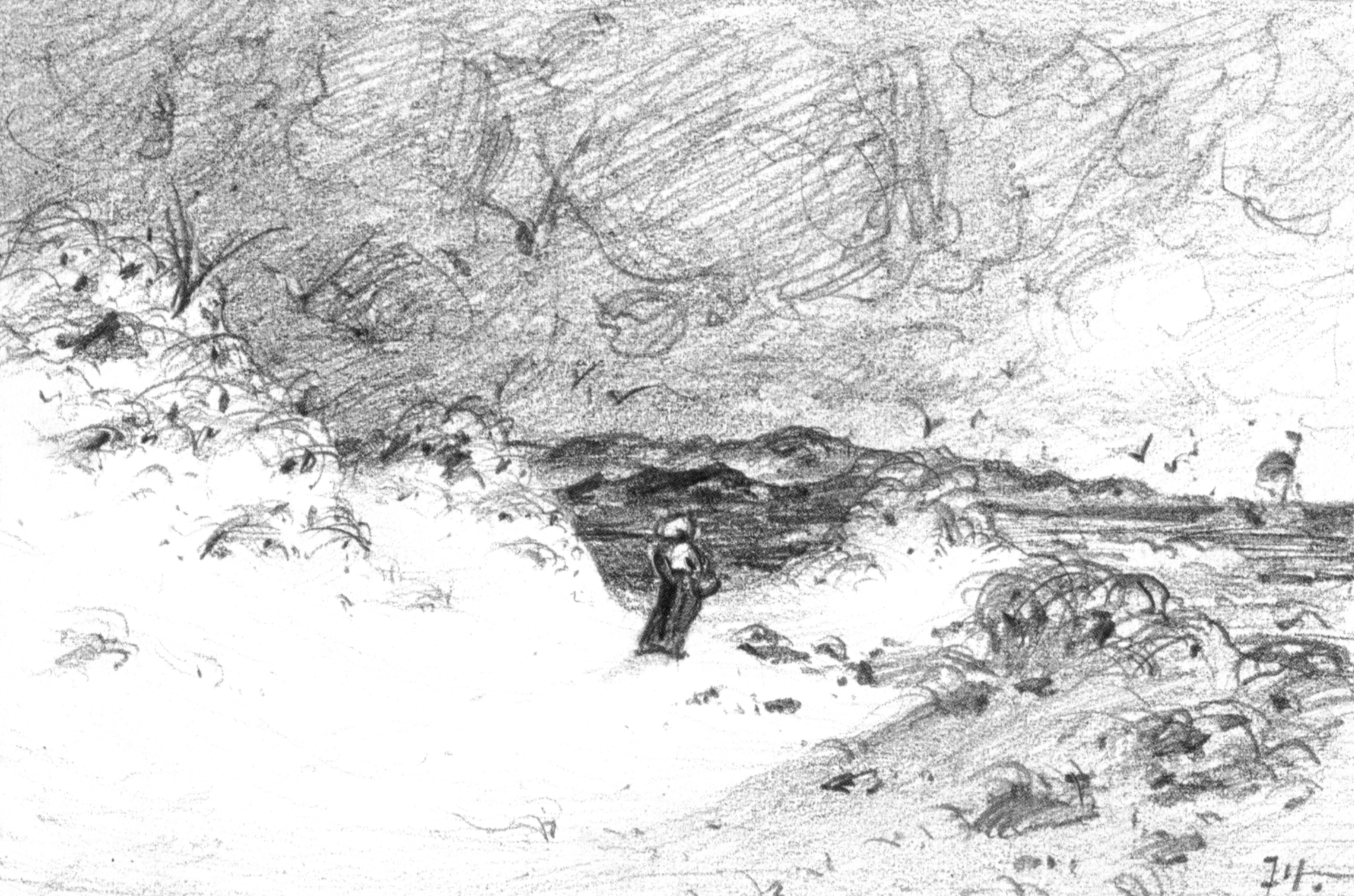
Fritz Stoltenberg Sylt Dünen, 1874, Zeichnung
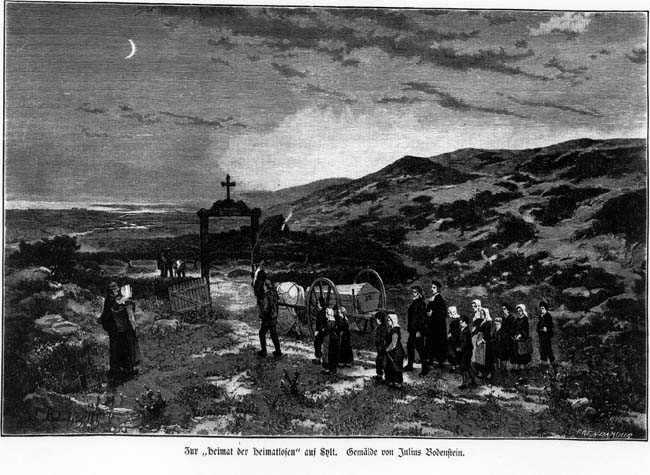
Julius Bodenstein Heimat der Heimatlosen auf Sylt, tekening 1889
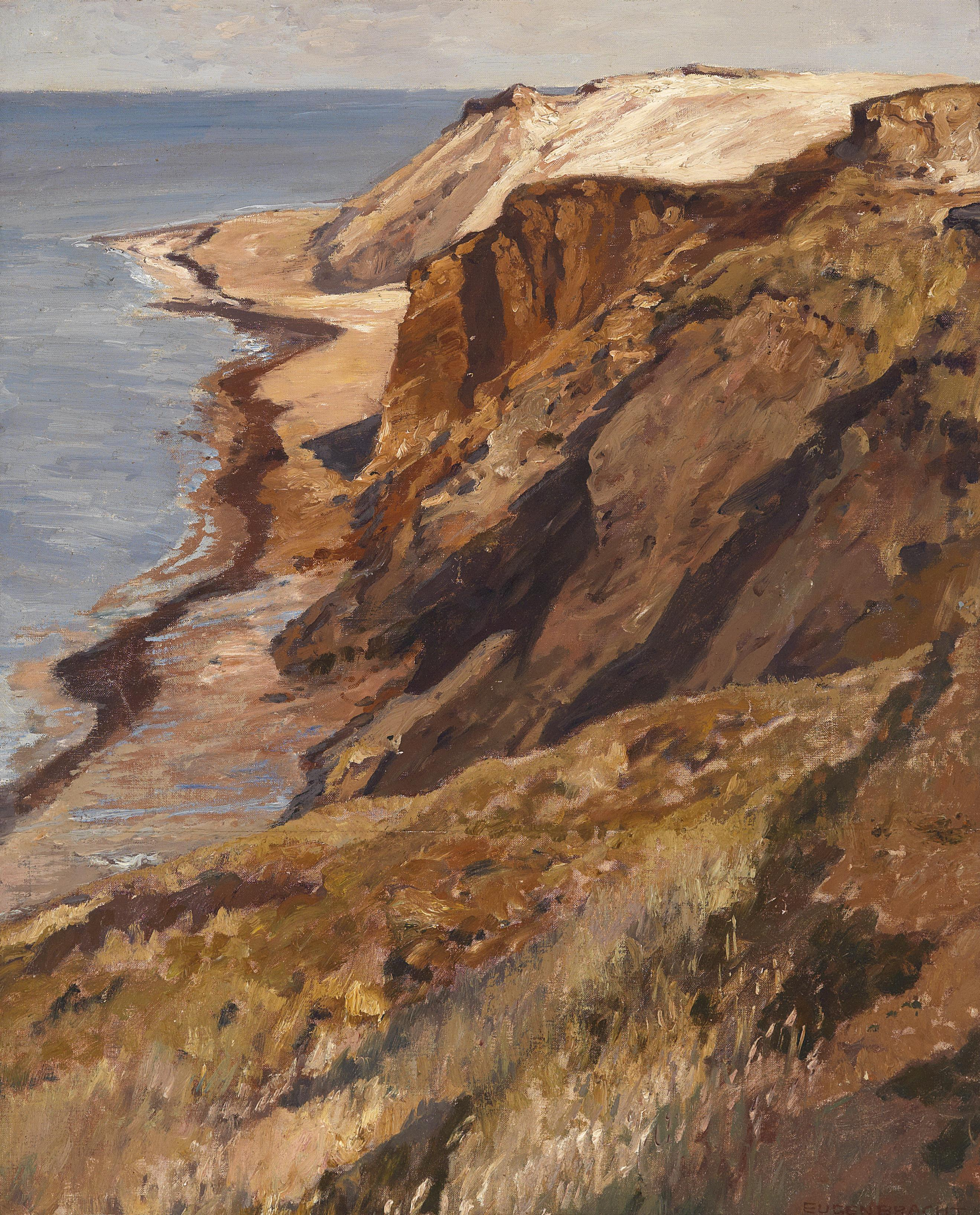
Eugen Bracht Küste auf Sylt (Morsum-Kliff), 1897, olieverf op canvas
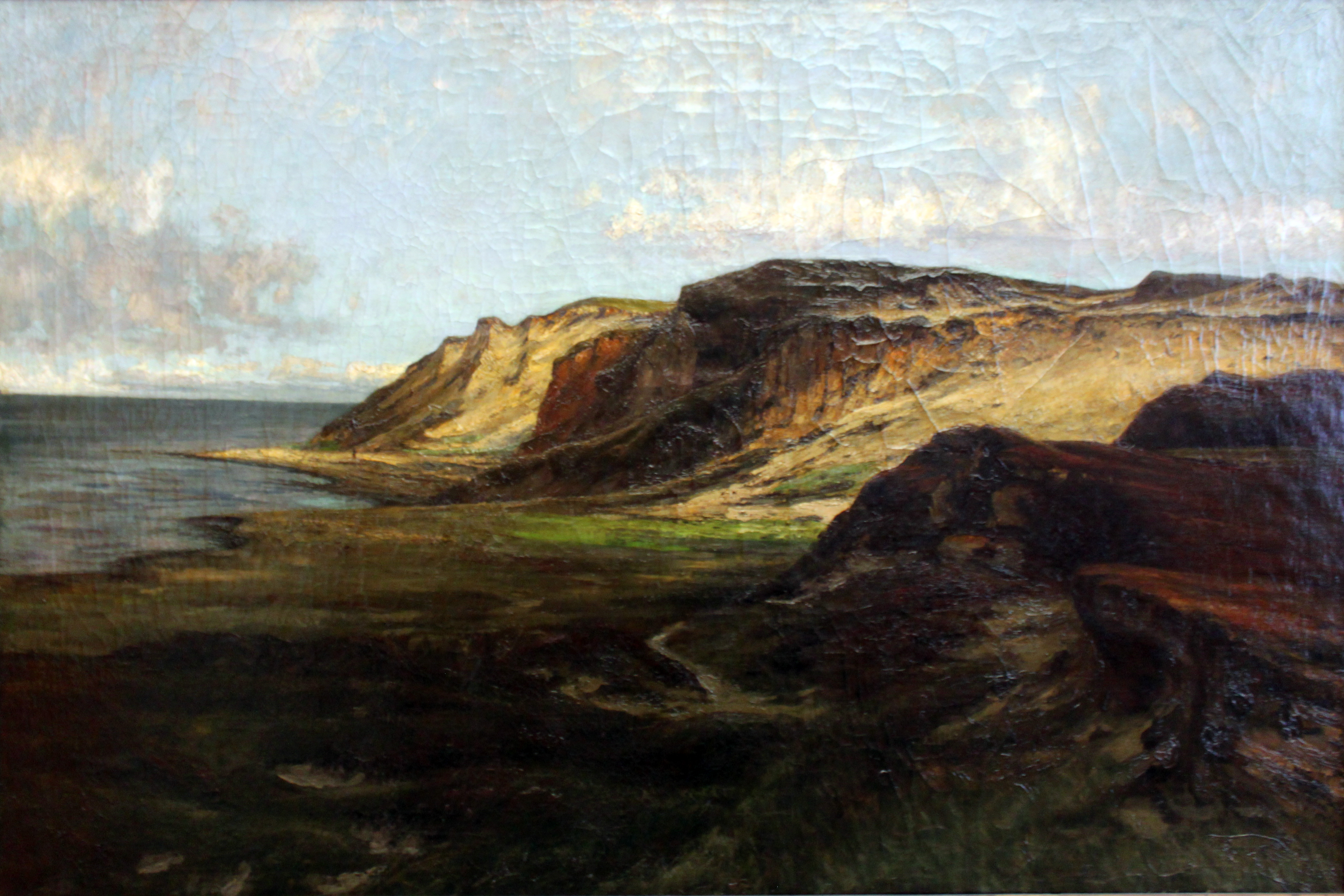
Hinrich Wrage Morsumkliff, Sylt, 1902, olieverf op canvas
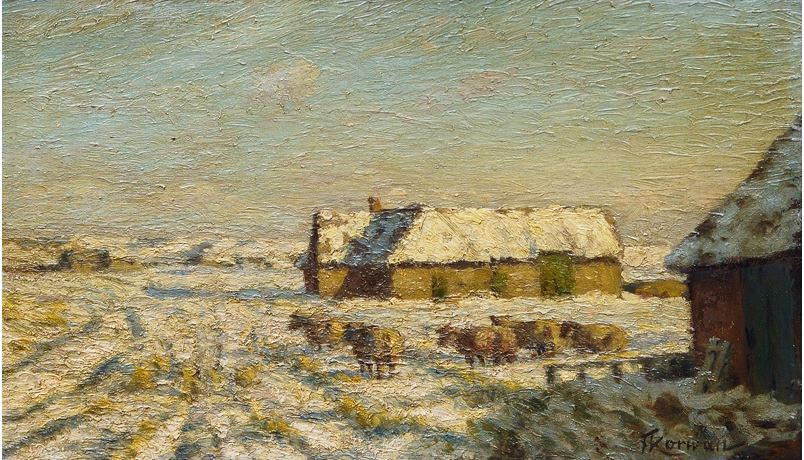
Franz Korwan Winter auf Sylt, olieverf op hout 24 cm × 38 cm, zonder jaartal
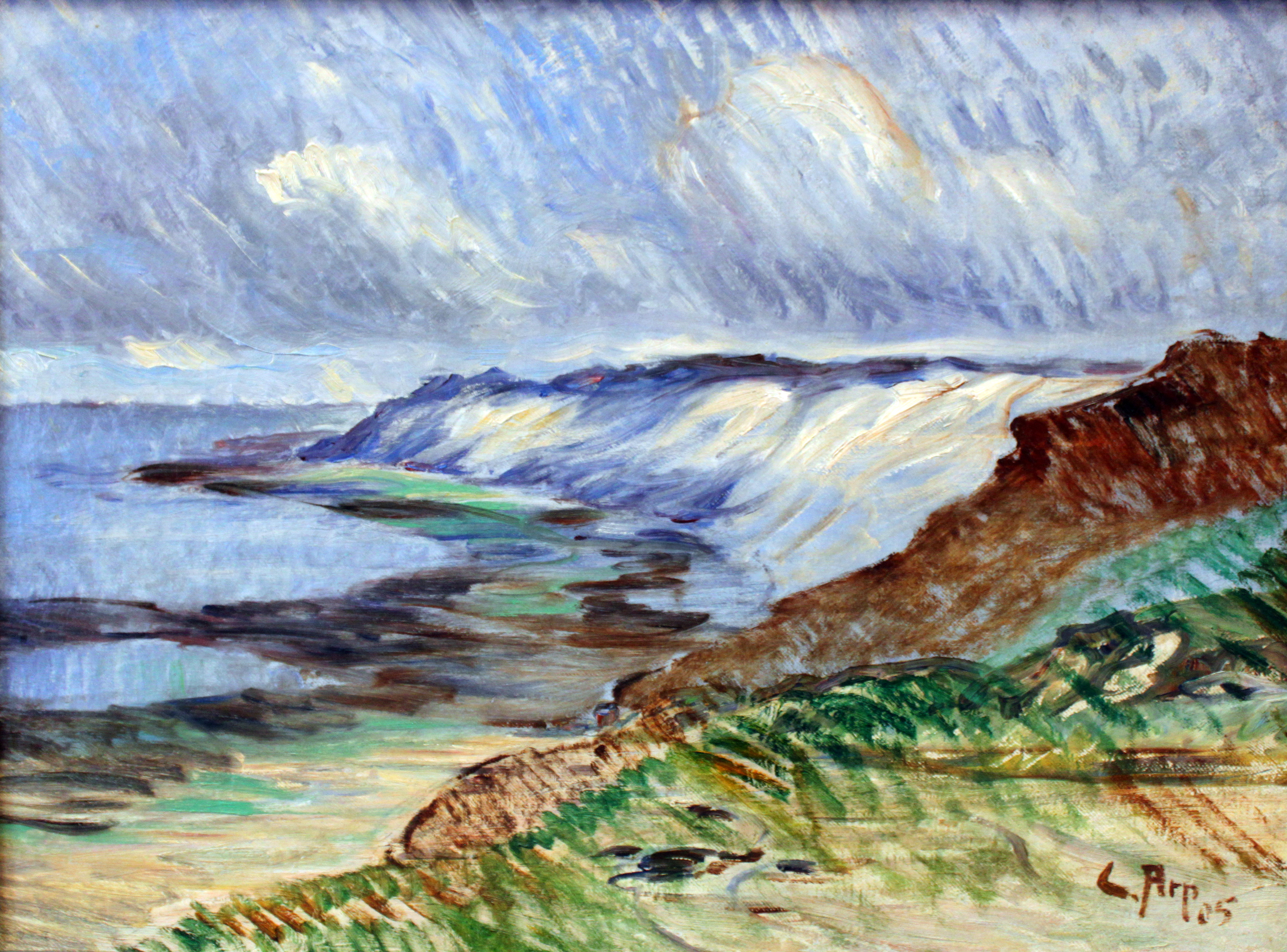
Carl Arp Küstenlandschaft auf Sylt (Morsumkliff) 1905, olieverf op canvas
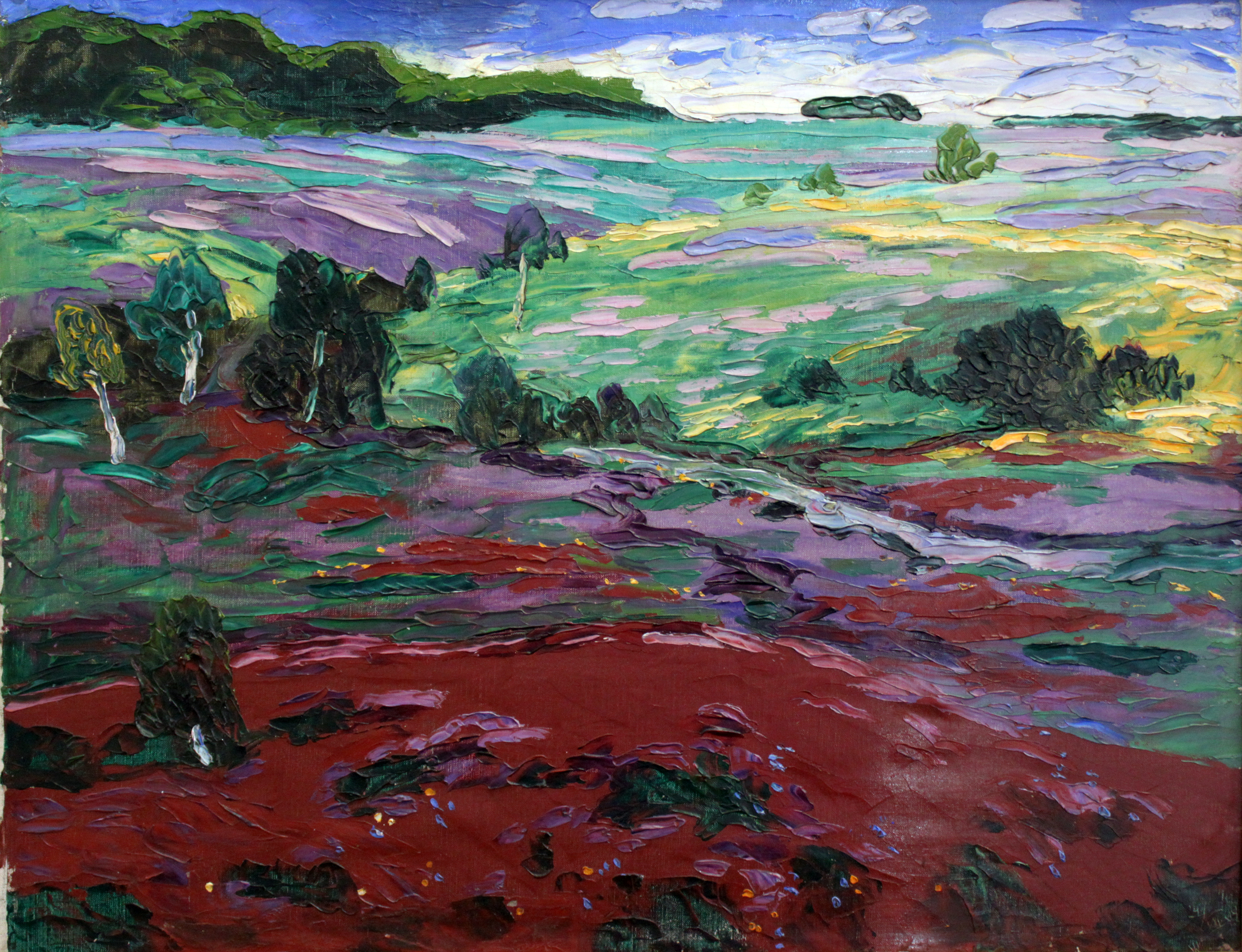
Wenzel Hablik Landschaft auf Sylt 1910, olieverf op canvas
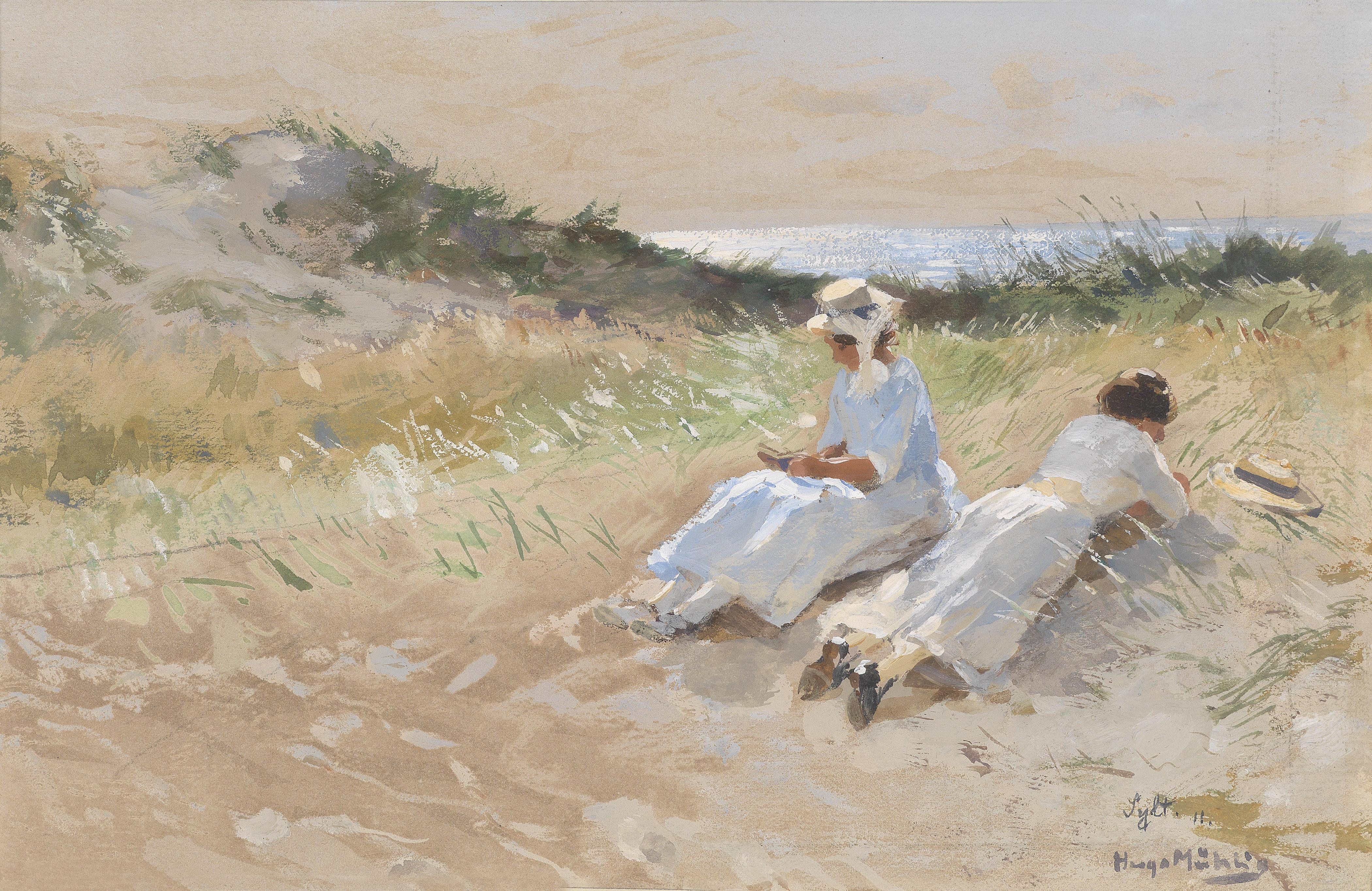
Hugo Mühlig, Partie auf Sylt, 1911, gemengde technik op karton
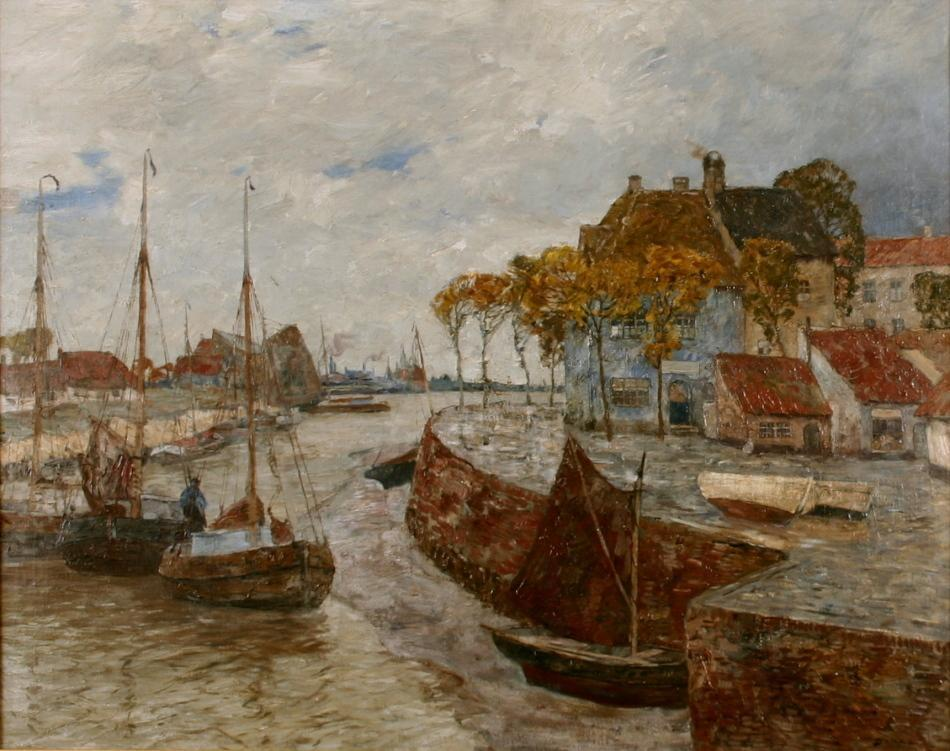
Andreas Dirks Munkmarschener Hafenansicht auf Sylt, 1922, olieverf op canvas
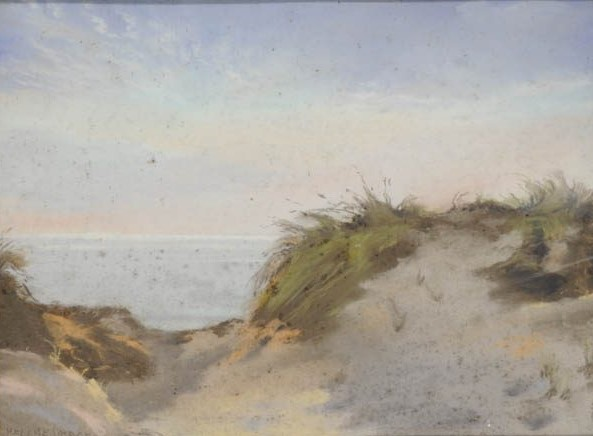
Helene Varges Düneneinschnitt, pastel, zonder jaartal
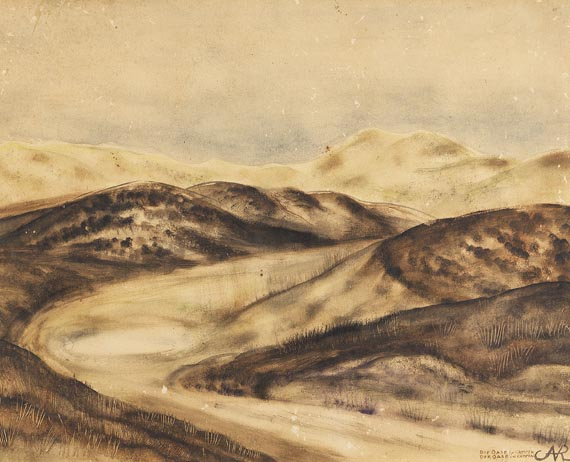
Anita Rée Die Oase in Kampen, 1932/33, waterverf
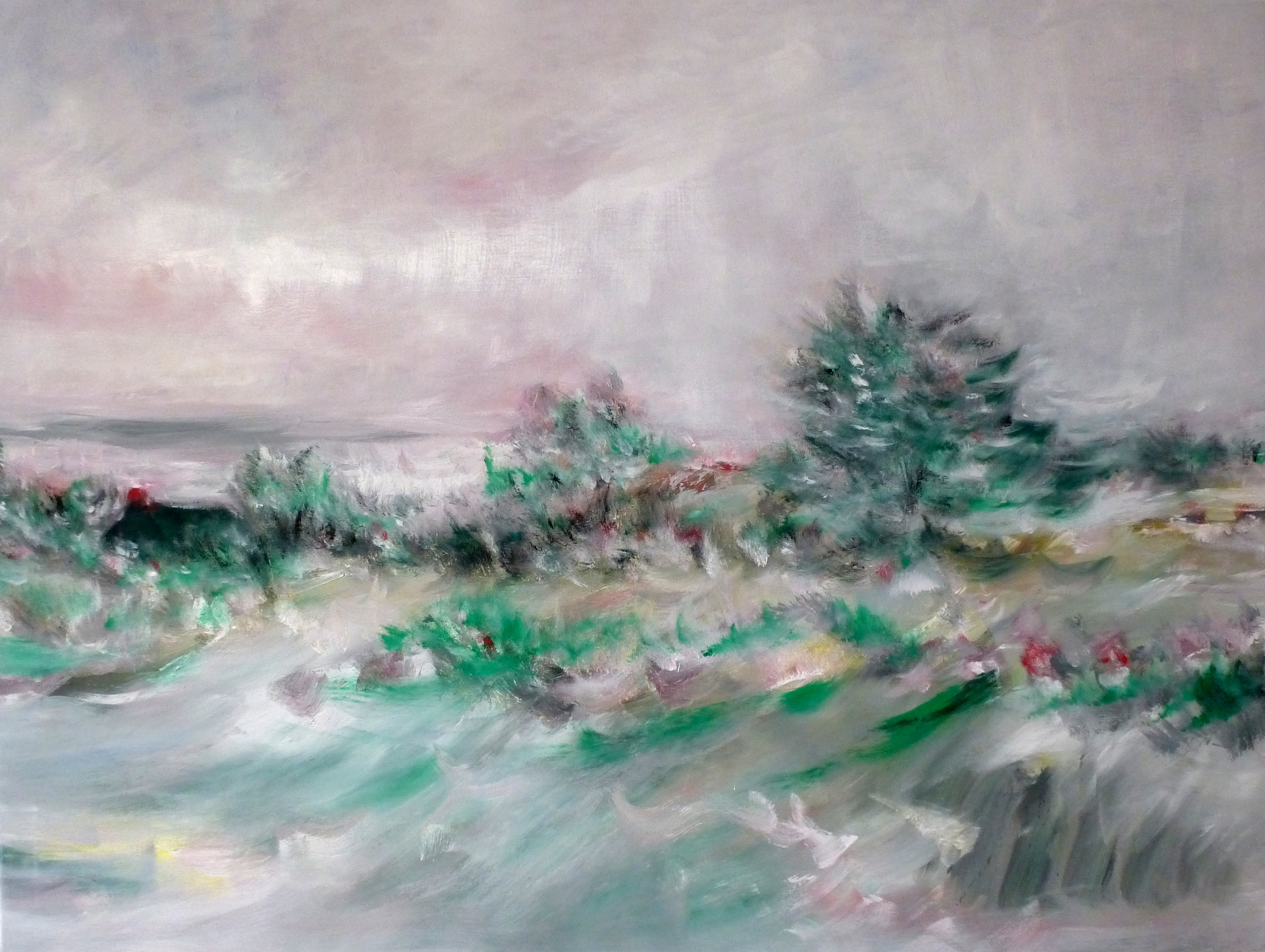
Ingo Kühl Haus am Watt, 2015, olieverf op canvas